# Тарадайкін Ігор Георгійович
Ігор Георгійович Тарадайкін (рос. Игорь Георгиевич Тарадайкин; 28 вересня 1957, Ростов-на-Дону) — радянський і російський актор кіно та дубляжу.

## Біографія
Народився 28 вересня 1957 року у Ростові-на-Дону.
Вчився в одному з ростовських ВУЗів на історичному факультеті, але, вирішивши змінити життєву дорогу, поступив у ВДІК (курс С. А. Герасимова), який закінчив у 1982 році.
З 1981 року знімається в кіно. Його перша роль була у фільмі «Василь і Василина». 
Знімався на кіностудії імені Олександра Довженка, у класика українського кіно Т. Левчука, який записав його до «золотого акторського фонду», і в останньому фільмі Лева Куліджанова «Незабудки».
Знімався в українському кінематографі (україномовна стрічка «Женихи»). Також знявся в декількох фільмах на Одеській кіностудії, найкращою з яких була картина «Золоте весілля».
Майстер російського дубляжу та закадрового перекладу, володар м'якого і інтелігентного голосу.
Є син Георгій (нар. 1985), композитор та звукорежисер, учасник різних музичних колективів. У 2012—2015 роках писав музику для анонсів телеканалів ЗАТ «Перший канал. Всесвітня мережа» і каналу «Disney».

## Фільмографія
Грав в українських фільмах:
- «Вир» (1983, Тимко Вихора)
- «Женихи» (1985)
- «І в звуках пам'ять відгукнеться...» (1986)
- «Війна на західному напрямку» (1990, Колодяжний)